# Estrella de tecnecio
Las estrellas de tecnecio son estrellas cuyo espectro revela la presencia del elemento tecnecio. Las primeras estrellas de este tipo fueron descubiertas en 1952, proporcionando la primera prueba directa de la nucleosíntesis estelar, es decir, la fabricación de elementos más pesados a partir de otros más ligeros en el interior de las estrellas. Como los isótopos más estables de tecnecio tienen una vida media de solo un millón de años, la única explicación para la presencia de este elemento en el interior de las estrellas es que haya sido creado en un pasado relativamente reciente. Se ha observado tecnecio en algunas estrellas M, estrellas MS, estrellas MC, estrellas S, y estrellas C.
Entre las estrellas de tecnecio más conocidas cabe destacar R Hydrae, T Ceti, Ji Cygni (χ Cyg), NO Aurigae y OP Herculis.